# Пекінський ботанічний сад
Пекінський ботанічний сад (кит.: 北京植物园, піньїнь: Běijīng Zhíwùyuán) — ботанічний сад у Пекіні (Китай).

## Графік роботи
- Ботанічний сад: 7:00 — 17:00
- Оранжерея: 8:30 — 16:30
- Меморіал Цао Сюеціня: 8:30 — 16:30
- Храм Вофо: 8:30 — 16:30

## Опис ботанічного саду
Ботанічний сад був заснований у 1955 році. Площа ботанічного саду — 56,4 га.
В саду росте 6000 видів рослин, включаючи 2000 видів дерев і чагарників, 1620 різновидів тропічних і субтропічних рослин, 500 видів квітів і 1900 видів фруктових дерев і водні водних рослин, традиційних для Китаю.
В ботанічному саду десятки тематичних садів і експозицій, у тому числі:
- сад деревних півоній, був відкритий для публіки у 1983 році, займає площу 6,3 га, понад 6000 півонії більш ніж 630 сортів;
- осінній сад, містить прозорі озера, барвистий ліс і мальовничі газони, осінній сад має гарну колекцію дерев, чагарників і багаторічних рослин, які мають чудовий осінній колір;
- Меморіал Цао Сюеціня, відкритий 22 квітня 1984 року;
- Пекінський сад, займає площу 2 га, найбільш відомим у саду є 1300-річне гінкго дволопатеве;
- сад бузку, відкритий у 1958 році, реконструйований і розширений на початку 1980-х років, займає площу 3,7 га і має понад 20 таксонів бузку, завдяки чому період цвітіння може тривати два місяці;
- сад троянд, відкритий у травні 1993 року, має площу 7 га, де росте 100000 троянд більш ніж 1000 сортів;
- сад магнолій, відкритий у 1959 році, має регулярне планування і займає площу 0,84 га, на якої росте 118 магнолій 14 таксонів, серед яких Magnolia biondii, Magnolia denudata, Magnolia × soulangeana і Magnolia liliiflora;
- дендрарій,
- тропічна оранжерея, відкрита для публіки 1 січня 2000 року, має площу 9800 м² (найбільша виставкова оранжерея в Азії), де росте 3100 таксонів тропічних і субтропічних рослин, а також кактуси і сукуленти, орхідні і бромелієві;
- долина вишень,
- Храм Вофо, є одним з найстаріших у Пекіні, побудований понад 1300 років тому;
- сад багаторічних рослин, відкритий у 1980 році, займає площу 4,2 га, де, в першу чергу, ростуть багаторічні рослини (більше 100 видів) з родин айстрових, лілійних, півникових і жовтецевих, які цвітуть з весни до осені;
- сад трав'янистих півоній, на площі 1,5 га росте понад 13000 трав'янистих півоній 213 сортів;
- сад декоративних персиків, відкритий у 1983 році, займає площу 4,2 га, росте понад 60 сортів декоративних персик, це найбільша колекції декоративних персиків у світі;
- сад японської сливи, займає площу 6,1 га, росте 137 сортів японської сливи, зараз сад у стадії будівництва;
- сад бамбука, відкритий у 1986 році, займає площу 2,6 га, росте понад 50 таксонів бамбука більш ніж 10 родів;
- сад хости, відкритий у 2006 році, займає площу 0,3 га, росте більш ніж 3000 рослин хости 79 сортів;
- миртовий сад, відкритий у 2006 році, займає площу 1 га;
- сад лікарських рослин, відкритий у 2006 році, займає площу 0,06 га, росте 90 видів лікарських трав і рослин.

## Галерея

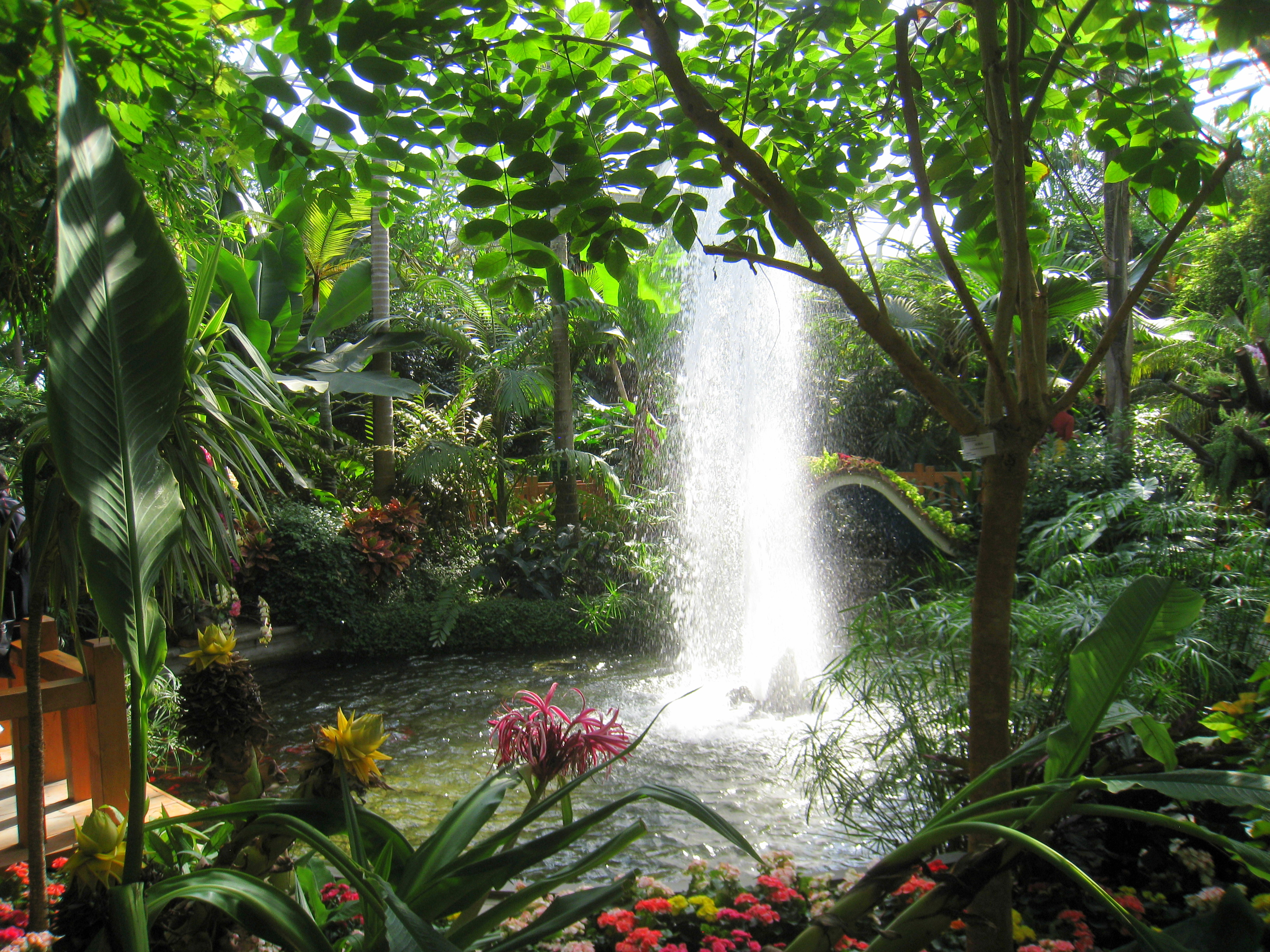
Фонтан
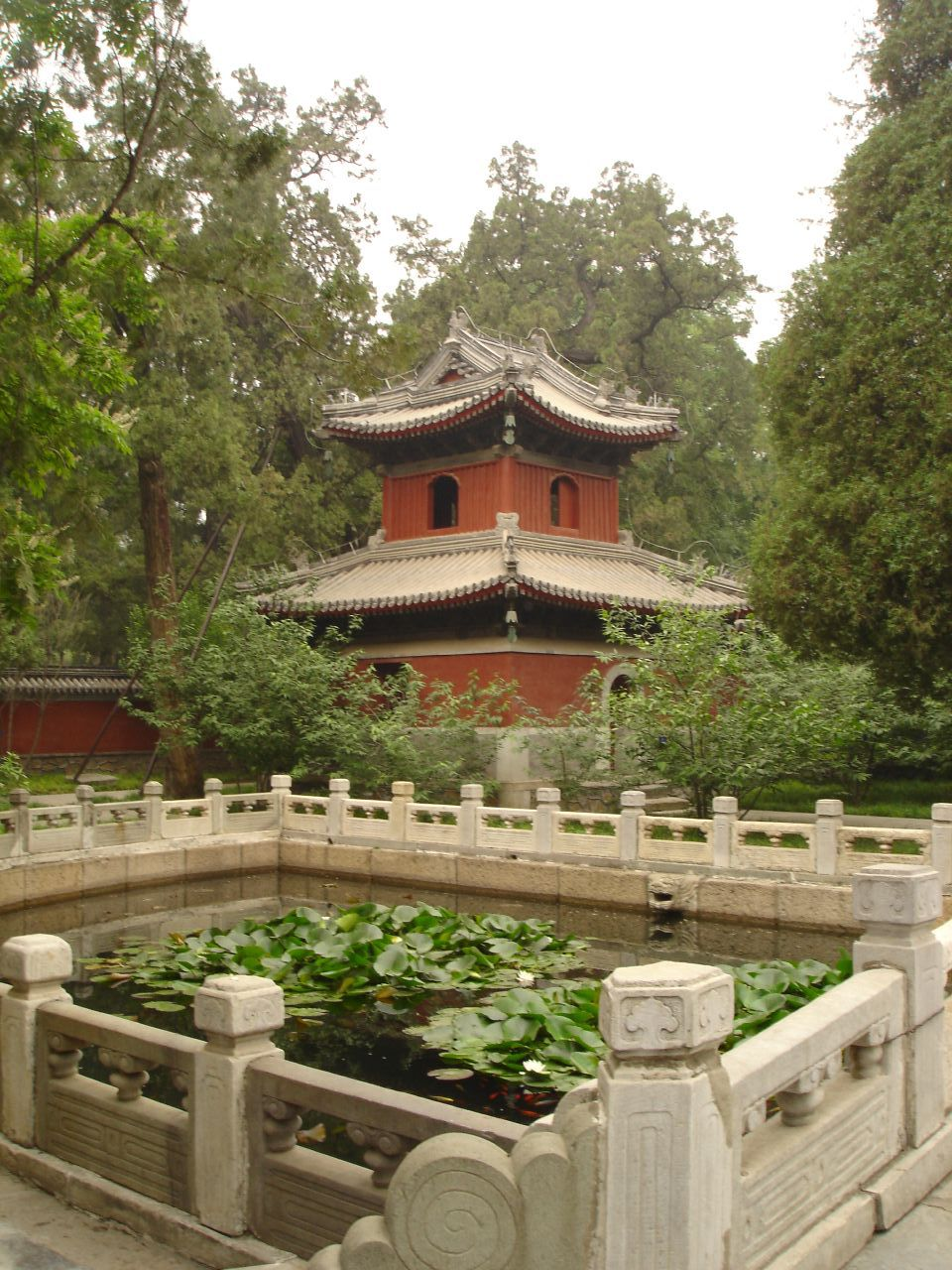
Ставок і пагода
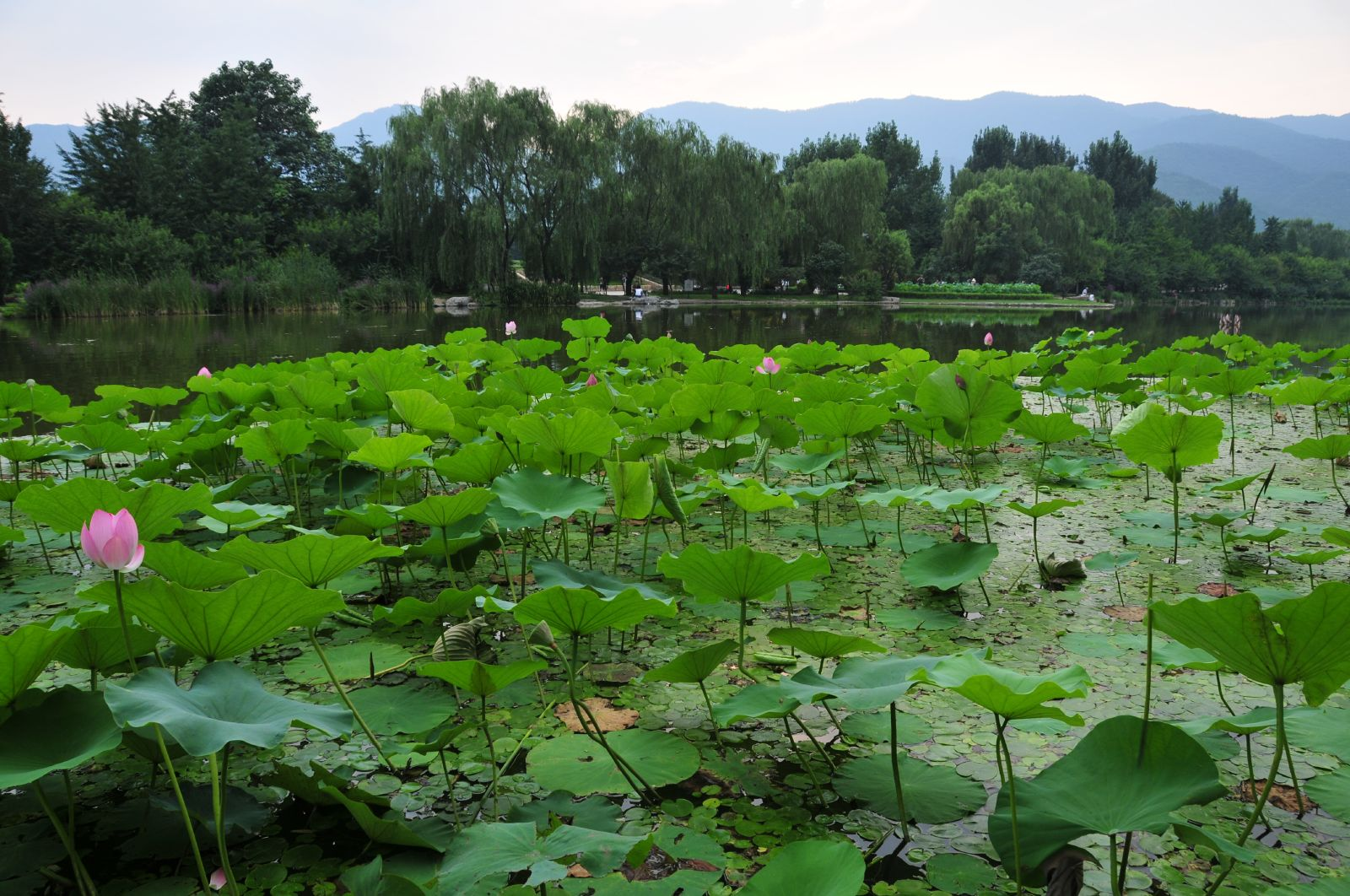
Лотоси
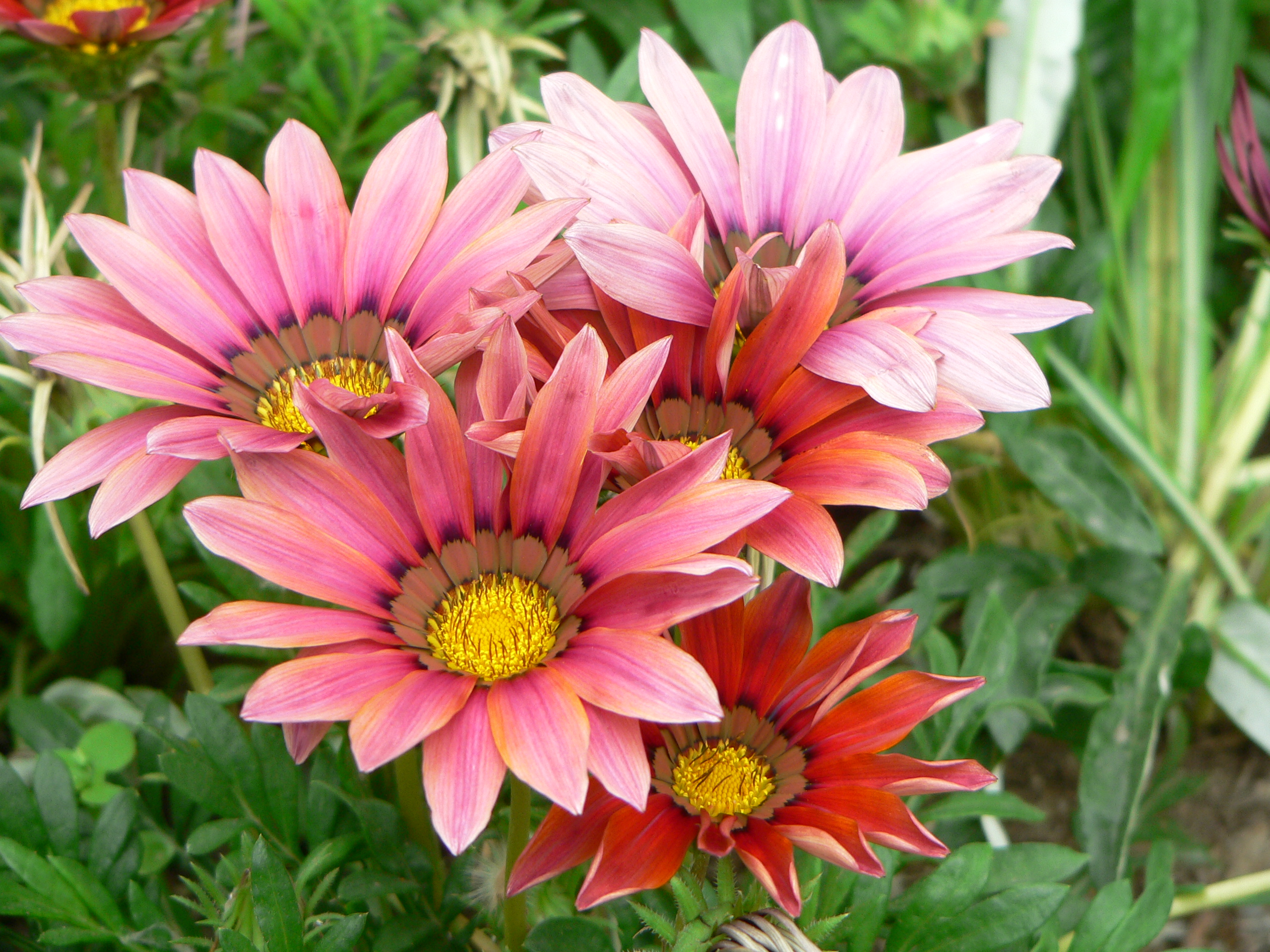
Газанія
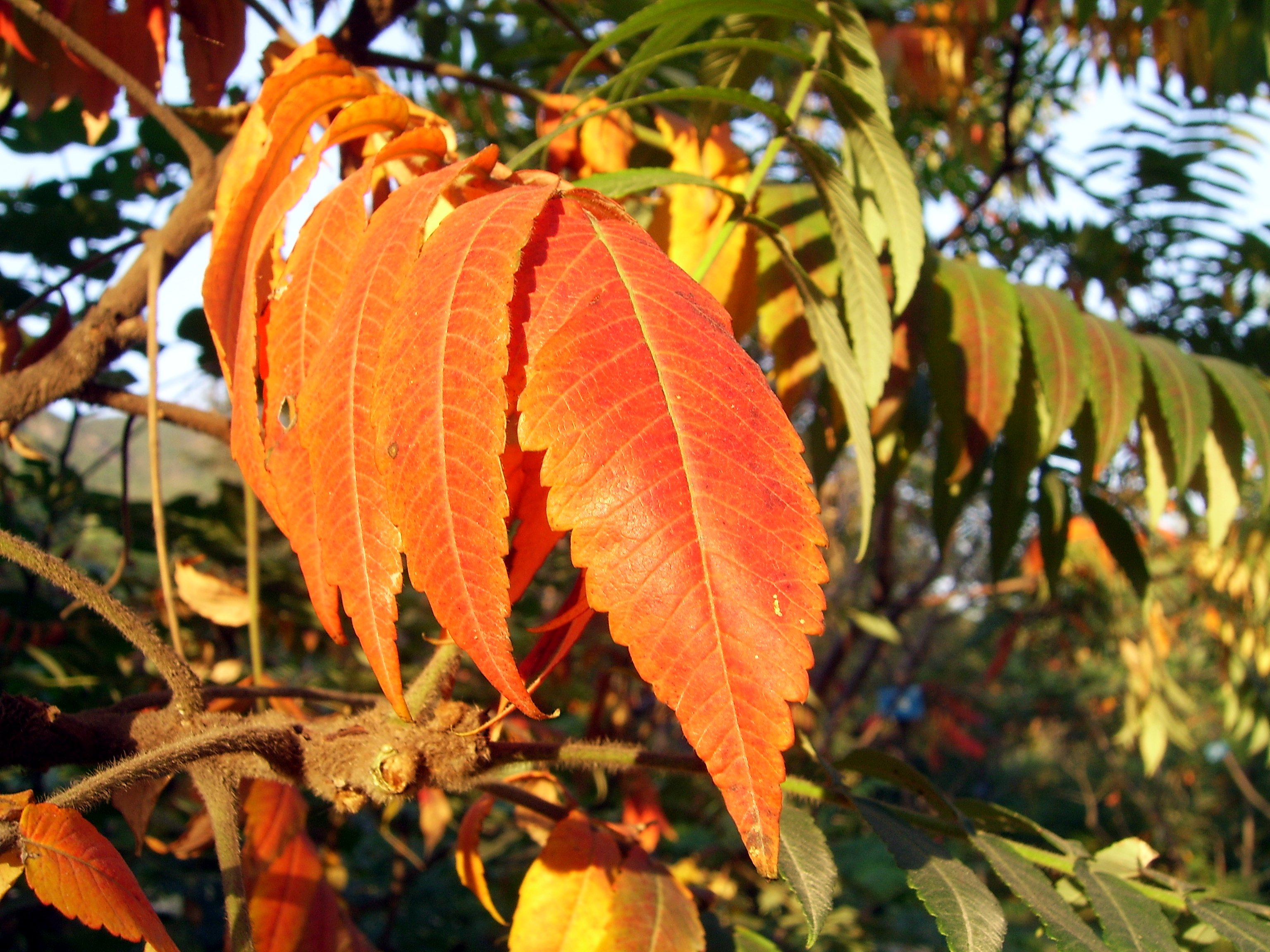
Rhus typhina
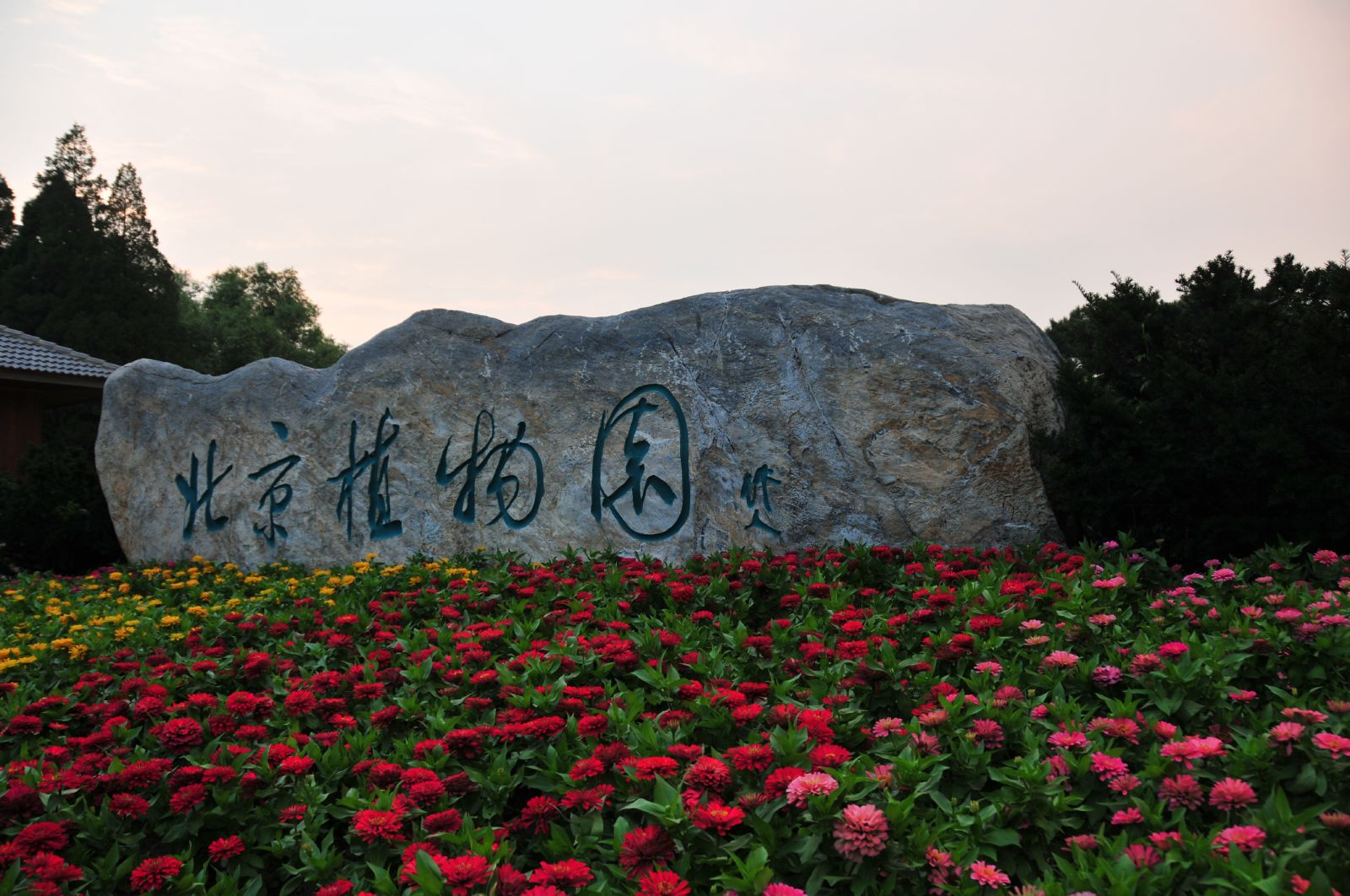
У ботанічному саду
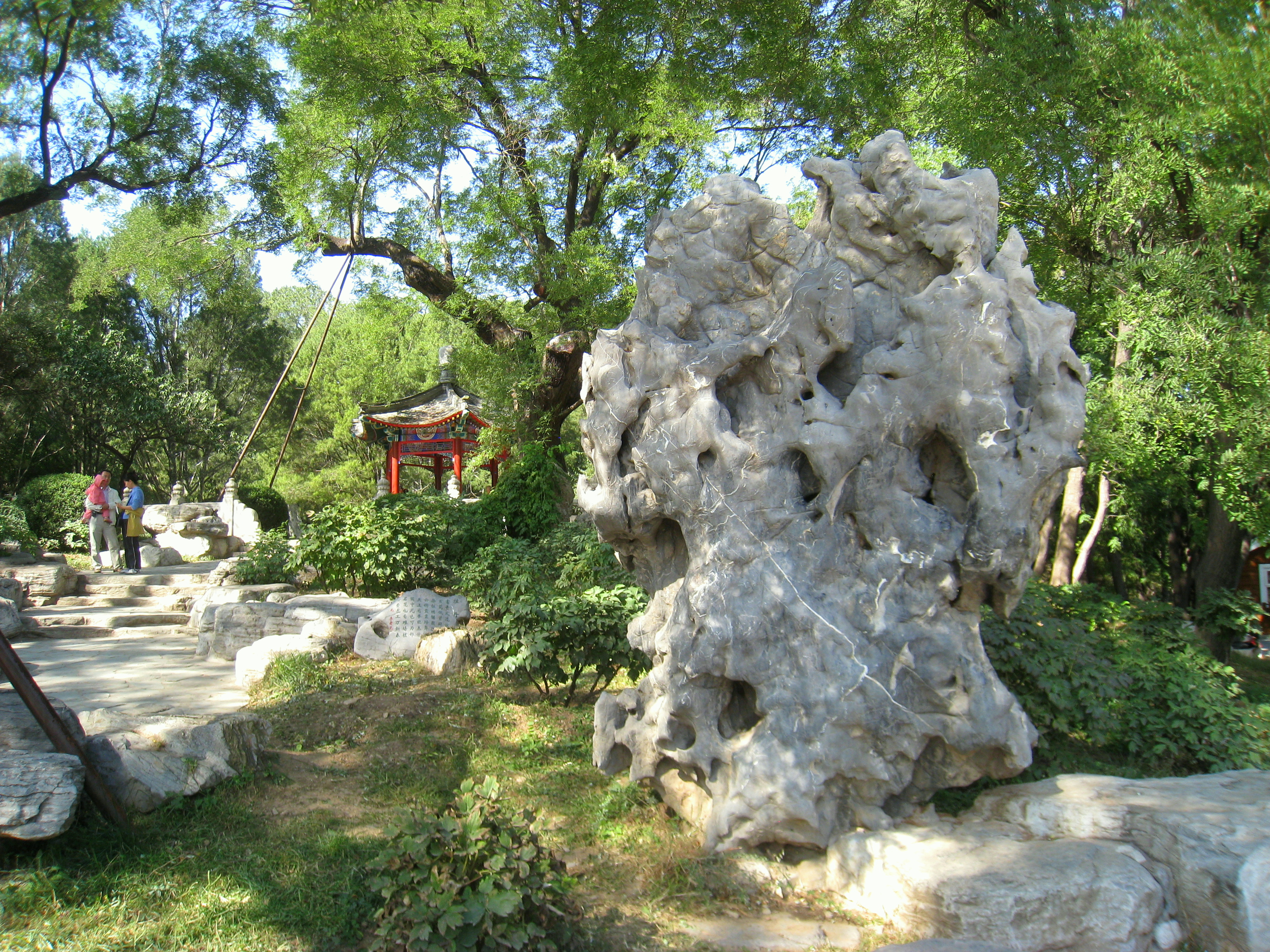
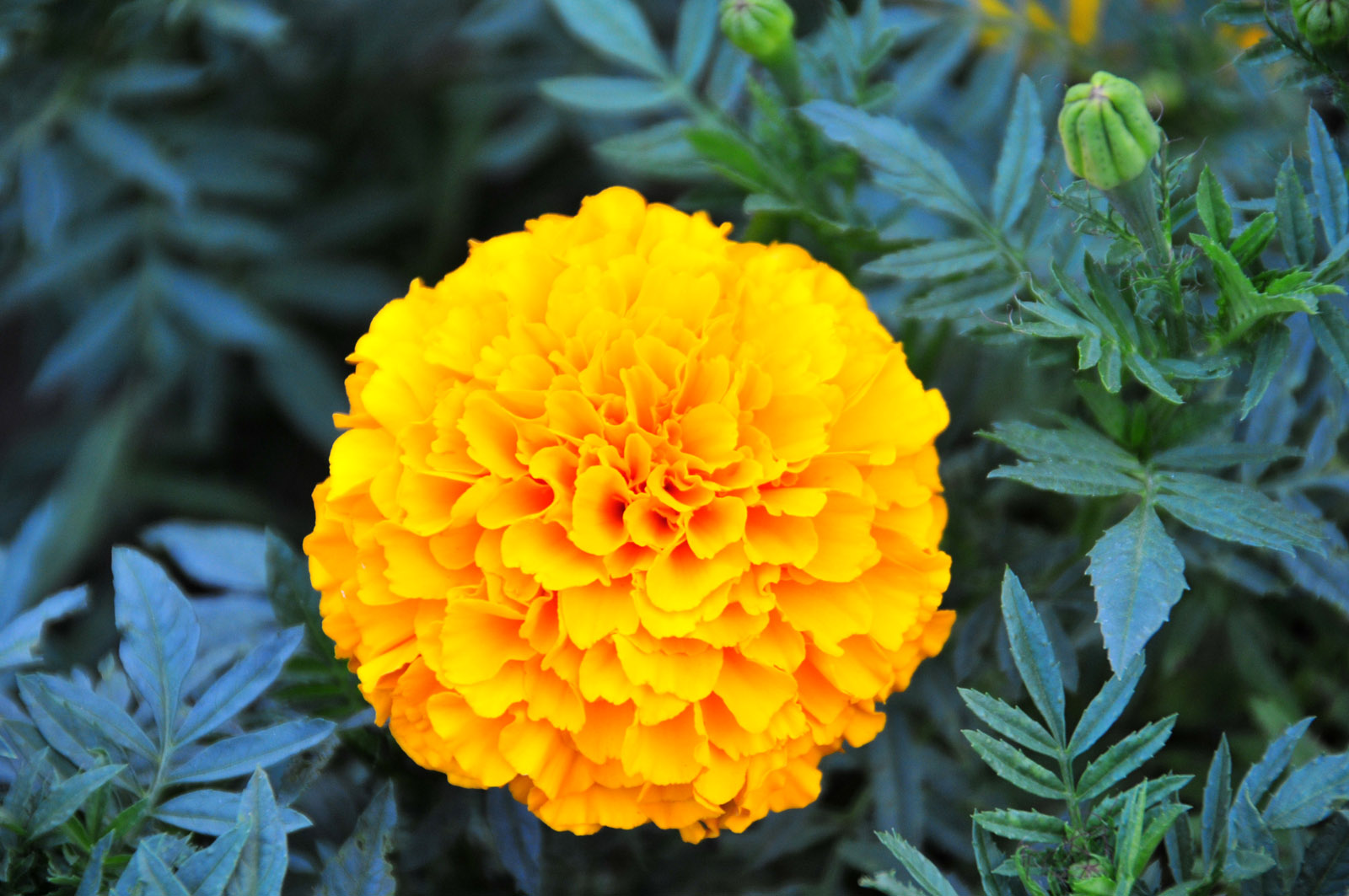
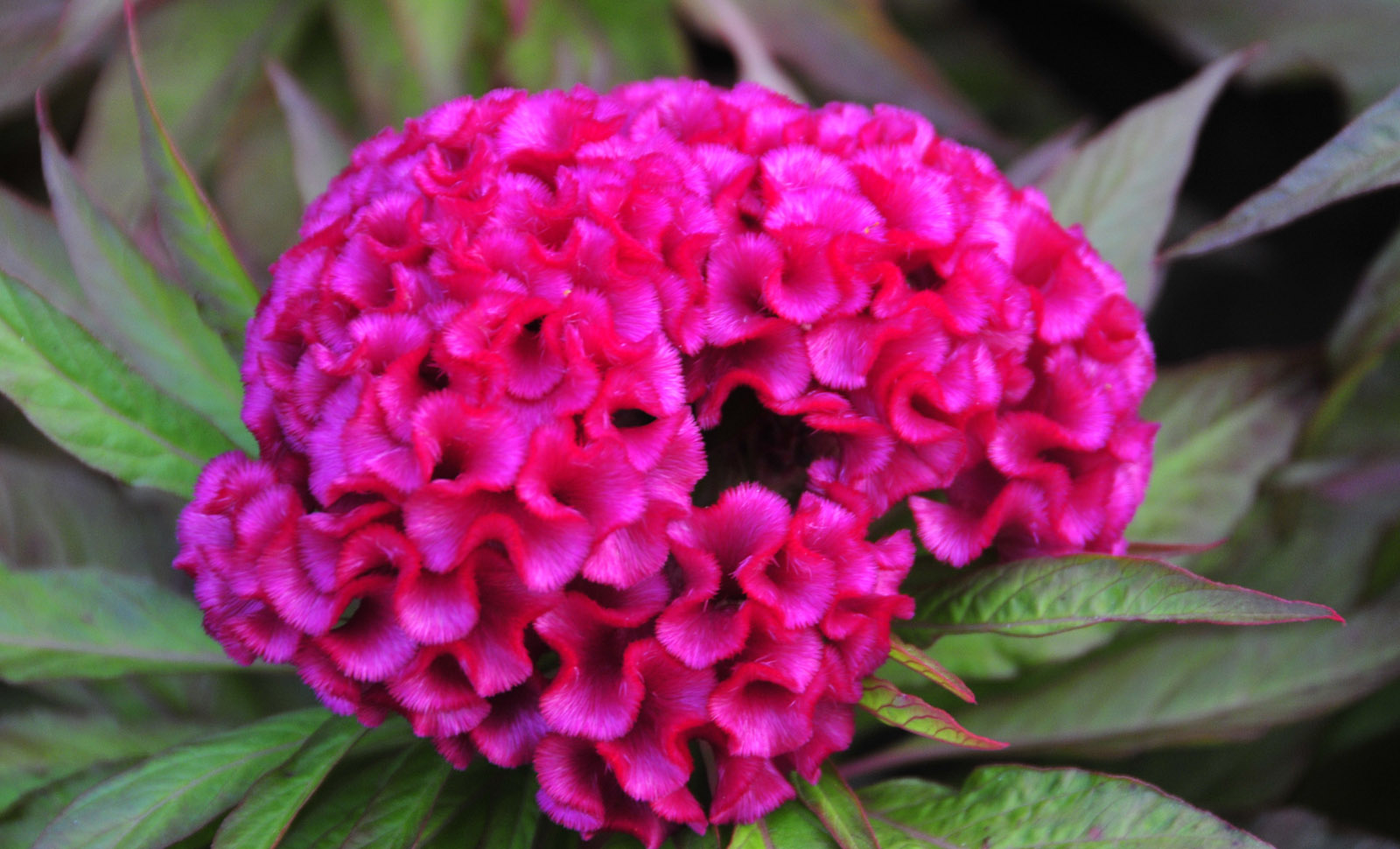
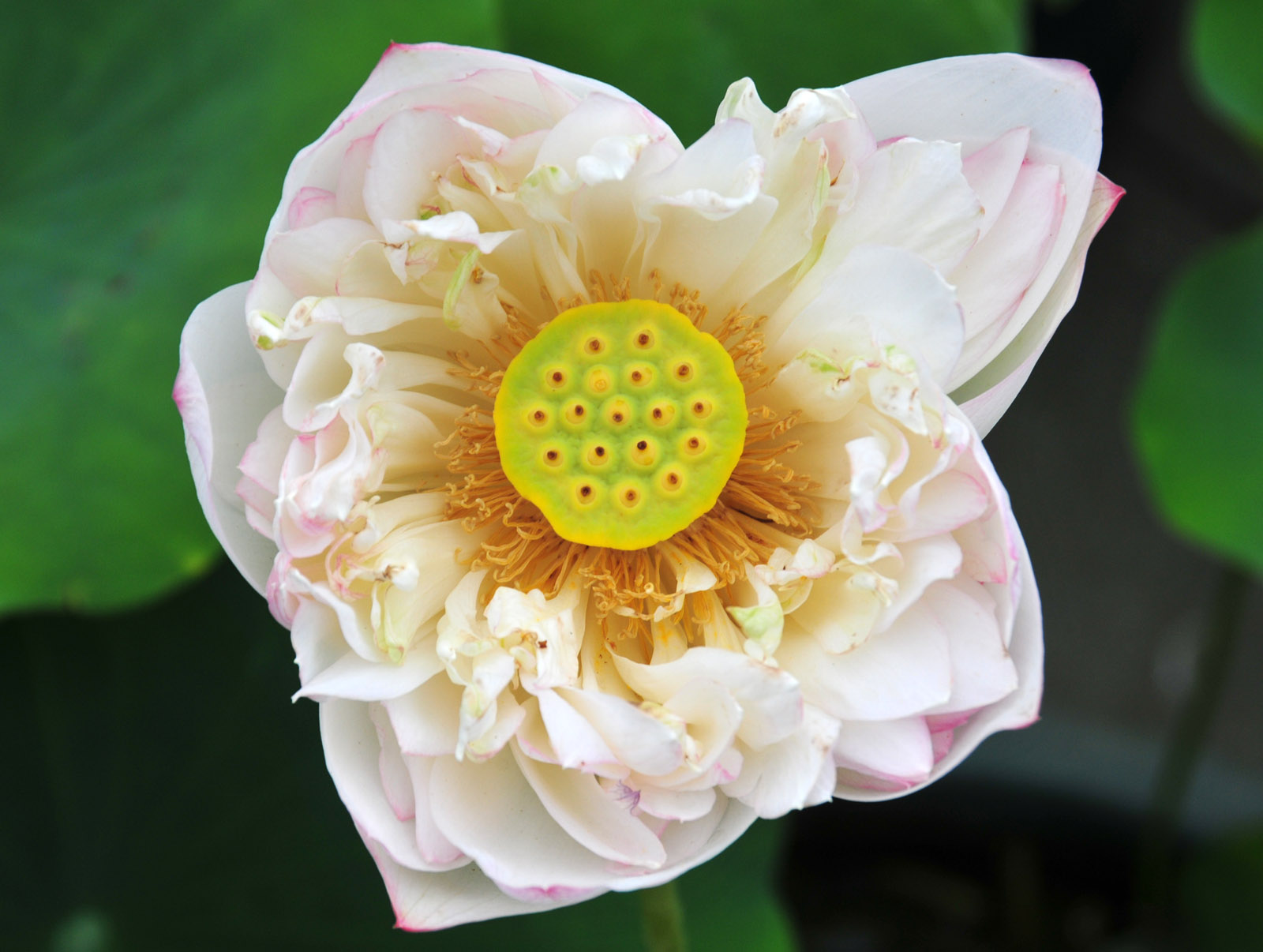
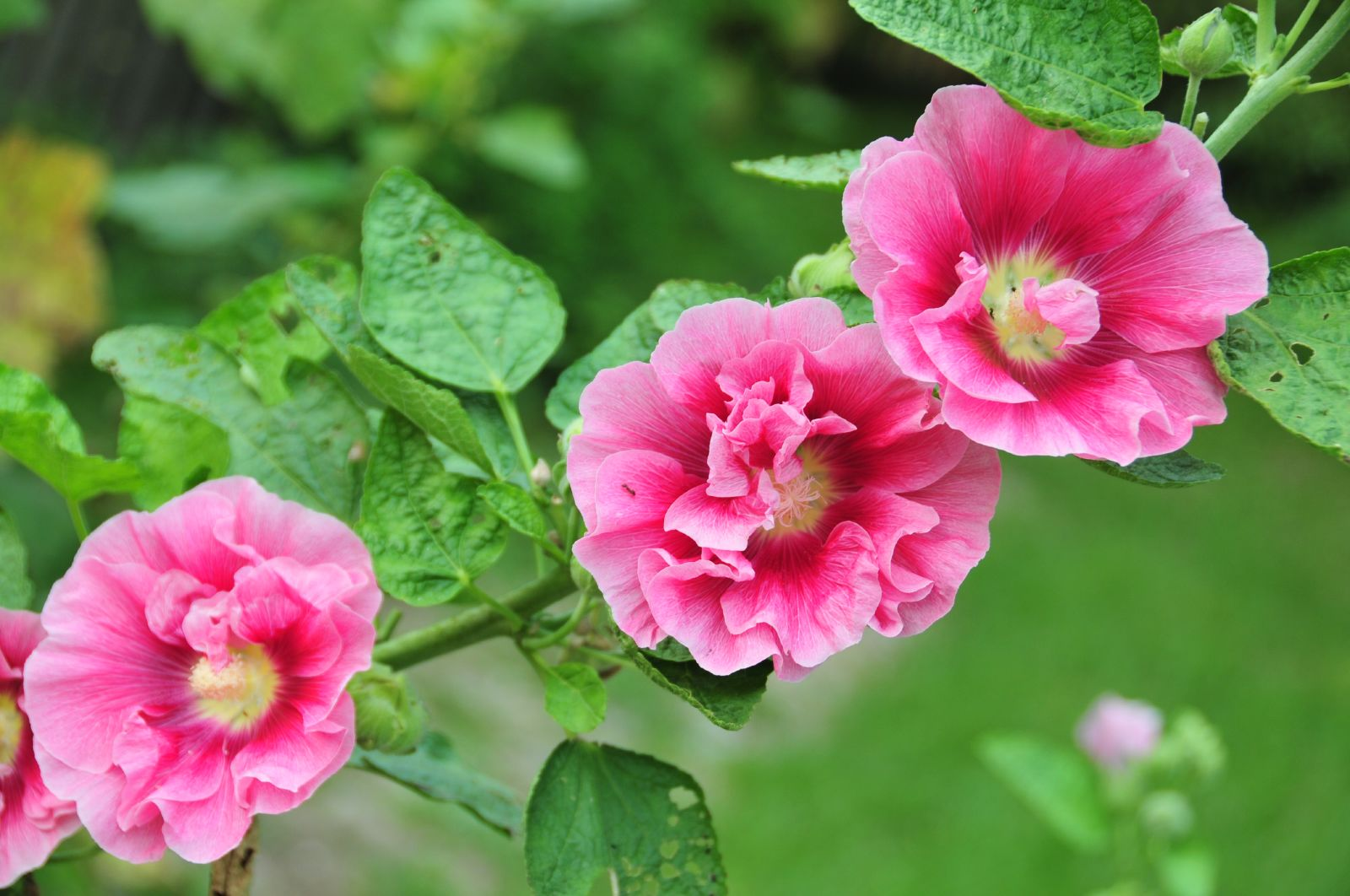
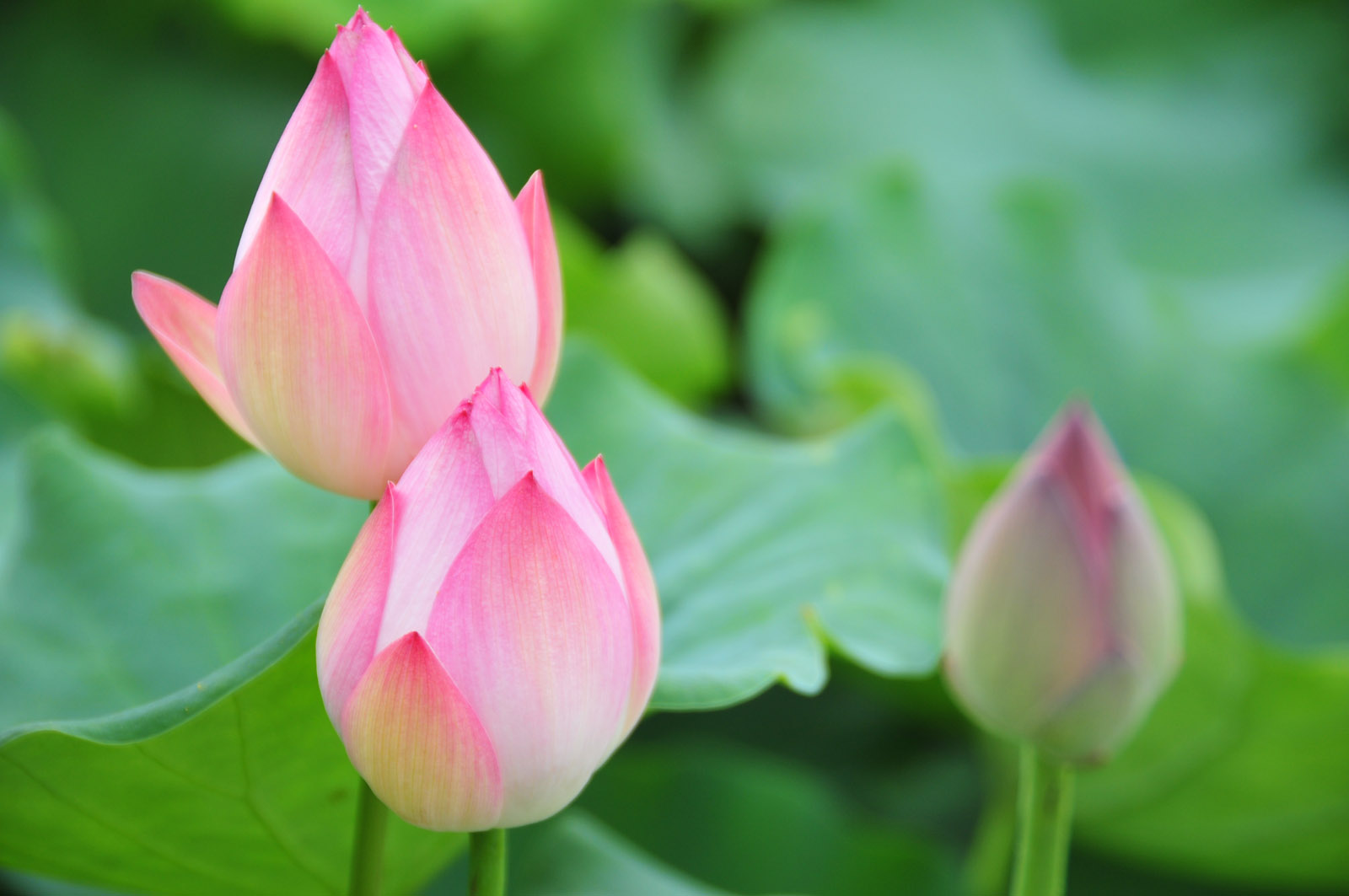